# Chaetomium barilochense
Chaetomium barilochense är en svampart som beskrevs av Calviello 1971. Chaetomium barilochense ingår i släktet Chaetomium och familjen Chaetomiaceae.   Inga underarter finns listade i Catalogue of Life.